# Gerichtsbezirk Leopoldstadt

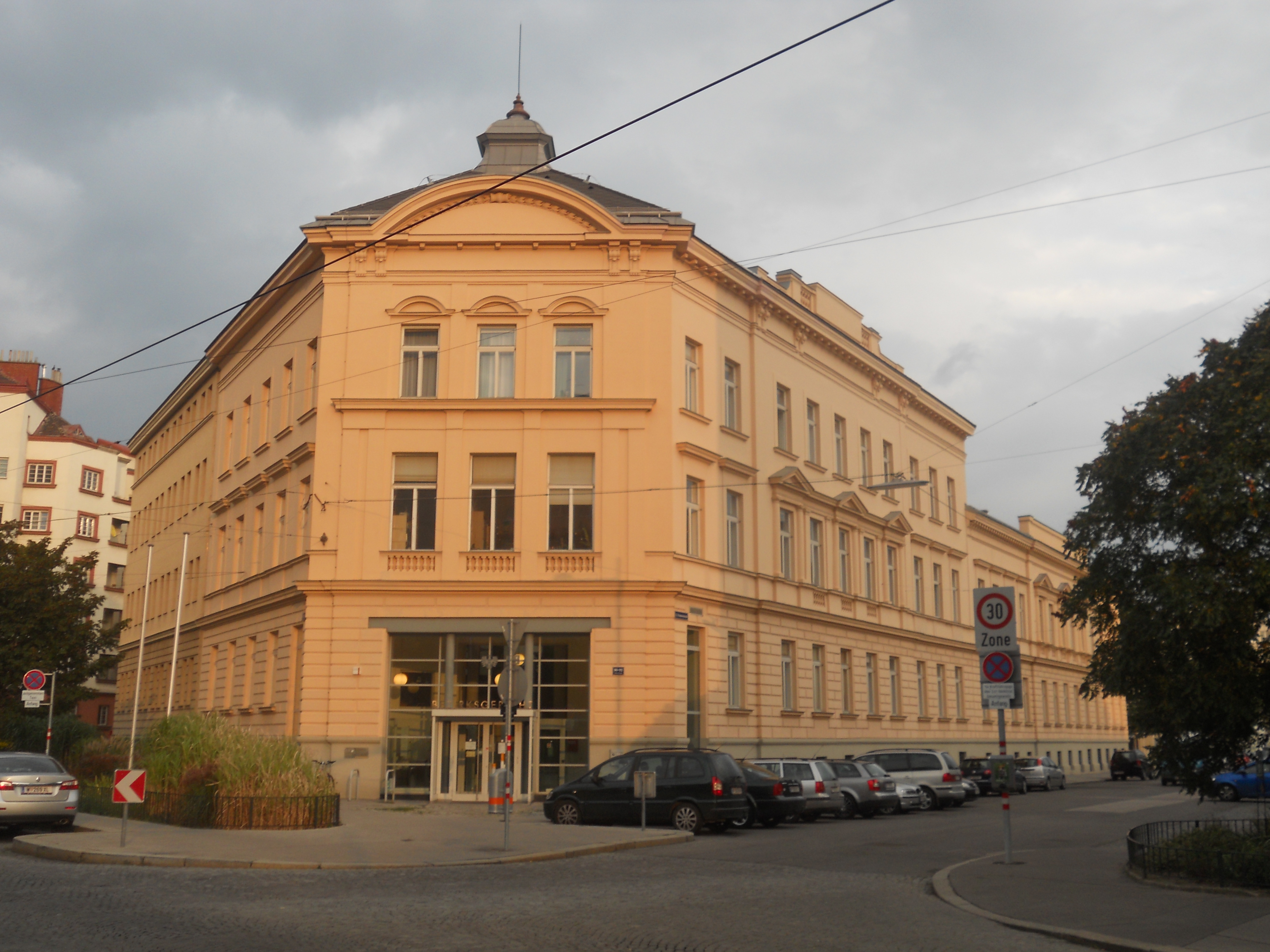
Haus Taborstraße 90–92, Sitz des Bezirksgerichts

Der Gerichtsbezirk Leopoldstadt ist ein dem Bezirksgericht Leopoldstadt unterstehender Gerichtsbezirk in Wien. Der Gerichtsbezirk umfasst den 2. Gemeindebezirk Leopoldstadt und den 20. Gemeindebezirk Brigittenau.